# Midori-ike
Midori-ike (japanska för grön damm) är en sjö i Antarktis. Den ligger i Östantarktis. Norge gör anspråk på området.